# 滋賀県立安曇川高等学校
滋賀県立安曇川高等学校（しがけんりつ あどがわこうとうがっこう）は、滋賀県高島市安曇川町西万木にある県立高等学校。

## 設置学科
- 全日制課程
  - 普通科
  - 総合学科（平成22年度入学生まで）
    - 総合アカウンティング系列
    - OAビジネス系列
    - 建築デザイン系列
    - メカトロニクス系列
    - 情報システム系列
    - 教養文化系列

  - 総合学科（平成23年度入学生から）
    - ビジネス情報系列
    - ビジネス会計系列
    - 建築デザイン系列
    - メカトロニクス系列

  - 総合学科（令和3年度入学生から）
    - 総合ビジネス系列
    - 情報ビジネス系列
    - アーキテクト系列
    - ロボティクス系列
    - ライフサポート系列

## 沿革
- 1965年1月 - 高島郡安曇川町に分校設置を決定
- 1965年12月 - 起工式を挙行。校舎の建築開始
- 1966年4月 - 安曇川町立安曇川中学校の校舎の一部を仮校舎として滋賀県立高島高等学校安曇川分校開校（家政科104名）
- 1966年7月 - 現在地に第一本館完成、仮校舎より移転
- 1967年 - グラウンド完成
- 1968年10月 - 第二本館、体育館の起工式挙行。校地を西側に拡張
- 1969年4月 - 商業科を設置
- 1969年 - 第二本館第1期工事竣工。体育館・渡り廊下完成。自転車置き場増設
- 1970年4月 - 第一本館2階・第二本館2期工事
- 1973年4月 - 滋賀県立安曇川高等学校に改称
- 1973年5月 - 第二本館第3期工事の増設と格技場、渡り廊下完成
- 1974年 - プール、バックネット完成
- 1975年 - 校地拡張工事着工
- 1977年 - 第三本館・生徒昇降口・クラブ部室完成。中庭を整備
- 1982年4月 - 家政科の募集を停止し、商業科のみとなる
- 1983年4月 - 普通科を設置
- 1984年 - 第四本館完成
- 1991年 - 第3情報処理室を新設
- 1992年 - 商業科に情報処理科を新設
- 2021年 - 普通科の募集を停止し、総合学科のみとなる
- 2021年 - 校舎外壁塗装工事
- 2022年 - ウエイトリフティング場改築、校舎内トイレ改装工事

## 教育方針
以下の四つが挙げられている。
- 豊かな学力
- 豊かな人間性
- 基本的生活習慣
- 創造的実践力

## クラブ活動

### 運動部
- 陸上競技部
- バスケットボール部
- スキー部
- ソフトテニス部
- 卓球部
- 剣道部
- バドミントン部
- ウェイトリフティング部
- 硬式野球部
- サッカー部
- 柔道部

### 文化部
- ビジネス研究部（コンピュータ班・地域連携班・交通班・カフェ班）
- 吹奏楽部
- 書道部
- 美術部
- ESS
- 茶華[2]

## アクセス
- 湖西線（JR西日本）安曇川駅より徒歩15分
- 路線バス[3]朽木線・古賀線「安曇川高校前」すぐ

## 著名な卒業生
- 釆睪晃 - 仏教学者、大谷大学教授 ※安曇16回生
- 渡辺鐘（世界のナベアツ）- ジャリズム ※安曇16回生
- 小多章裕 - 財務官僚
- 上原結子 - イラストレーター、成安造形大学准教授 ※安曇24回生
- 安原主馬 - 研究者、奈良先端科学技術大学院大学准教授 ※安曇27回生